# 亀川諒史
亀川 諒史（かめかわ まさし、1993年5月28日 - ）は、大阪府箕面市出身のプロサッカー選手。Jリーグ・レノファ山口FC所属。ポジションはディフェンダー（DF）。

## 来歴

### クラブ
小学校2年でサッカーを始め、小学校5年からはグリーンフルミネンセFCでプレー。また、同じチームの1年先輩に俳優の菅田将暉が在籍していた。中学校卒業後、地元を離れ山梨県の帝京第三高校に進学。高校1年まではフォワードを務めていたが、徐々にポジションは後ろに下がり、高校3年時には左右のサイドバックが定位置となった。
2012年より、湘南ベルマーレへ入団。シーズン前半は怪我に苦しんだが、復帰後の9月8日に行われた天皇杯2回戦の愛媛FC戦でプロ初出場を果たした。2013年は、開幕戦でリーグ戦デビューするなど、途中出場を中心に出場機会を増やした。
2015年、アビスパ福岡へ期限付き移籍。2016年、アビスパ福岡に完全移籍することが発表された。
2018年より柏レイソルに加入。
2019年、V・ファーレン長崎へ完全移籍。
2022年、横浜FCへ完全移籍。
2023年、アビスパ福岡へ完全移籍で復帰。
2025年、レノファ山口FCへ完全移籍。

### 代表
2013年11月にはU-20日本代表に選出され、ミャンマー遠征に参加。
2014年1月、手倉森誠監督の初陣となるAFC U-22アジアカップ2013のU-21日本代表にメンバー入り。しかし出場はグループリーグ1試合に留まり、チームはベスト8で敗退した。同年2月、J3に参戦するJリーグ・アンダー22選抜に選手登録された。
2016年7月1日、リオデジャネイロオリンピックに挑む18人のメンバーに選出された。大会2試合に出場するもチームはグループリーグ敗退となった。

## 所属クラブ
- 2001年 - 2003年 箕面西FC
- 2004年 - 2008年 グリーンフルミネンセFC (箕面市立西小学校→箕面市立第一中学校)
- 2009年 - 2011年 帝京第三高等学校
- 2012年 - 2015年  湘南ベルマーレ
  - 2014年  Jリーグ・アンダー22選抜
  - 2015年  アビスパ福岡 (期限付き移籍)
- 2016年 - 2017年  アビスパ福岡
- 2018年  柏レイソル
- 2019年 - 2021年  V・ファーレン長崎
- 2022年  横浜FC
- 2023年 - 2024年  アビスパ福岡
- 2025年 -  レノファ山口FC

## 個人成績
| 国内大会個人成績 | 国内大会個人成績 | 国内大会個人成績 | 国内大会個人成績 | 国内大会個人成績 | 国内大会個人成績 | 国内大会個人成績 | 国内大会個人成績 | 国内大会個人成績 | 国内大会個人成績 | 国内大会個人成績 | 国内大会個人成績 |
| 年度             | クラブ           | 背番号           | リーグ           | リーグ戦         | リーグ戦         | リーグ杯         | リーグ杯         | オープン杯       | オープン杯       | 期間通算         | 期間通算         |
| 年度             | クラブ           | 背番号           | リーグ           | 出場             | 得点             | 出場             | 得点             | 出場             | 得点             | 出場             | 得点             |
| 日本             | 日本             | 日本             | 日本             | リーグ戦         | リーグ戦         | リーグ杯         | リーグ杯         | 天皇杯           | 天皇杯           | 期間通算         | 期間通算         |
| ---------------- | ---------------- | ---------------- | ---------------- | ---------------- | ---------------- | ---------------- | ---------------- | ---------------- | ---------------- | ---------------- | ---------------- |
| 2012             | 湘南             | 26               | J2               | 0                | 0                | -                | -                | 1                | 0                | 1                | 0                |
| 2013             | 湘南             | 26               | J1               | 20               | 1                | 5                | 0                | 2                | 0                | 27               | 1                |
| 2014             | 湘南             | 26               | J2               | 18               | 1                | -                | -                | 2                | 0                | 20               | 1                |
| 2015             | 福岡             | 18               | J2               | 38               | 0                | -                | -                | 1                | 0                | 39               | 0                |
| 2016             | 福岡             | 18               | J1               | 27               | 0                | 4                | 0                | 0                | 0                | 31               | 0                |
| 2017             | 福岡             | 18               | J2               | 42               | 0                | -                | -                | 2                | 0                | 44               | 0                |
| 2018             | 柏               | 39               | J1               | 22               | 1                | 2                | 0                | 2                | 0                | 26               | 1                |
| 2019             | 長崎             | 13               | J2               | 40               | 1                | 0                | 0                | 3                | 0                | 43               | 1                |
| 2020             | 長崎             | 3                | J2               | 28               | 1                | -                | -                | -                | -                | 28               | 1                |
| 2021             | 長崎             | 3                | J2               | 13               | 0                | -                | -                | 1                | 0                | 14               | 0                |
| 2022             | 横浜FC           | 19               | J2               | 35               | 2                | -                | -                | 0                | 0                | 35               | 2                |
| 2023             | 福岡             | 22               | J1               | 3                | 0                | 2                | 0                | 0                | 0                | 5                | 0                |
| 2024             | 福岡             | 19               | J1               | 26               | 1                | 2                | 0                | 2                | 0                | 30               | 1                |
| 2025             | 山口             | 18               | J2               |                  |                  |                  |                  |                  |                  |                  |                  |
| 通算             | 日本             | 日本             | J1               | 98               | 3                | 15               | 0                | 6                | 0                | 119              | 2                |
| 通算             | 日本             | 日本             | J2               | 214              | 5                | -                | -                | 10               | 0                | 224              | 5                |
| 総通算           | 総通算           | 総通算           | 総通算           | 312              | 7                | 15               | 0                | 16               | 0                | 343              | 7                |

その他の公式戦
- 2015年
  - J1昇格プレーオフ 2試合0得点

| 国際大会個人成績 | 国際大会個人成績 | 国際大会個人成績 | 国際大会個人成績 | 国際大会個人成績 |
| 年度             | クラブ           | 背番号           | 出場             | 得点             |
| AFC              | AFC              | AFC              | ACL              | ACL              |
| ---------------- | ---------------- | ---------------- | ---------------- | ---------------- |
| 2018             | 柏               | 39               | 4                | 0                |
| 通算             | AFC              | AFC              | 4                | 0                |

その他の国際公式戦
- 2018年
  - AFCチャンピオンズリーグ2018 東地区プレーオフ 1試合0得点
- 公式戦初出場 - 2012年9月8日 天皇杯2回戦 対愛媛FC（Shonan BMW スタジアム平塚）
- Jリーグ初出場 - 2013年3月2日 J1第1節 対横浜F・マリノス（日産スタジアム）
- Jリーグ初得点 - 2013年7月10日 J1第15節 対柏レイソル（Shonan BMW スタジアム平塚）

## タイトル

### クラブ
湘南ベルマーレ
- J2リーグ （2014年）

アビスパ福岡
- Jリーグカップ（2023年）

## 代表歴
- U-20日本代表
- U-21日本代表
  - AFC U-22アジアカップ2013
- U-22日本代表
  - AFC U-23選手権 (予選)
- U-23日本代表
  - AFC U-23選手権2016
  - トゥーロン国際大会2016
  - キリンチャレンジカップ
  - リオデジャネイロオリンピック